# Charles Mesure

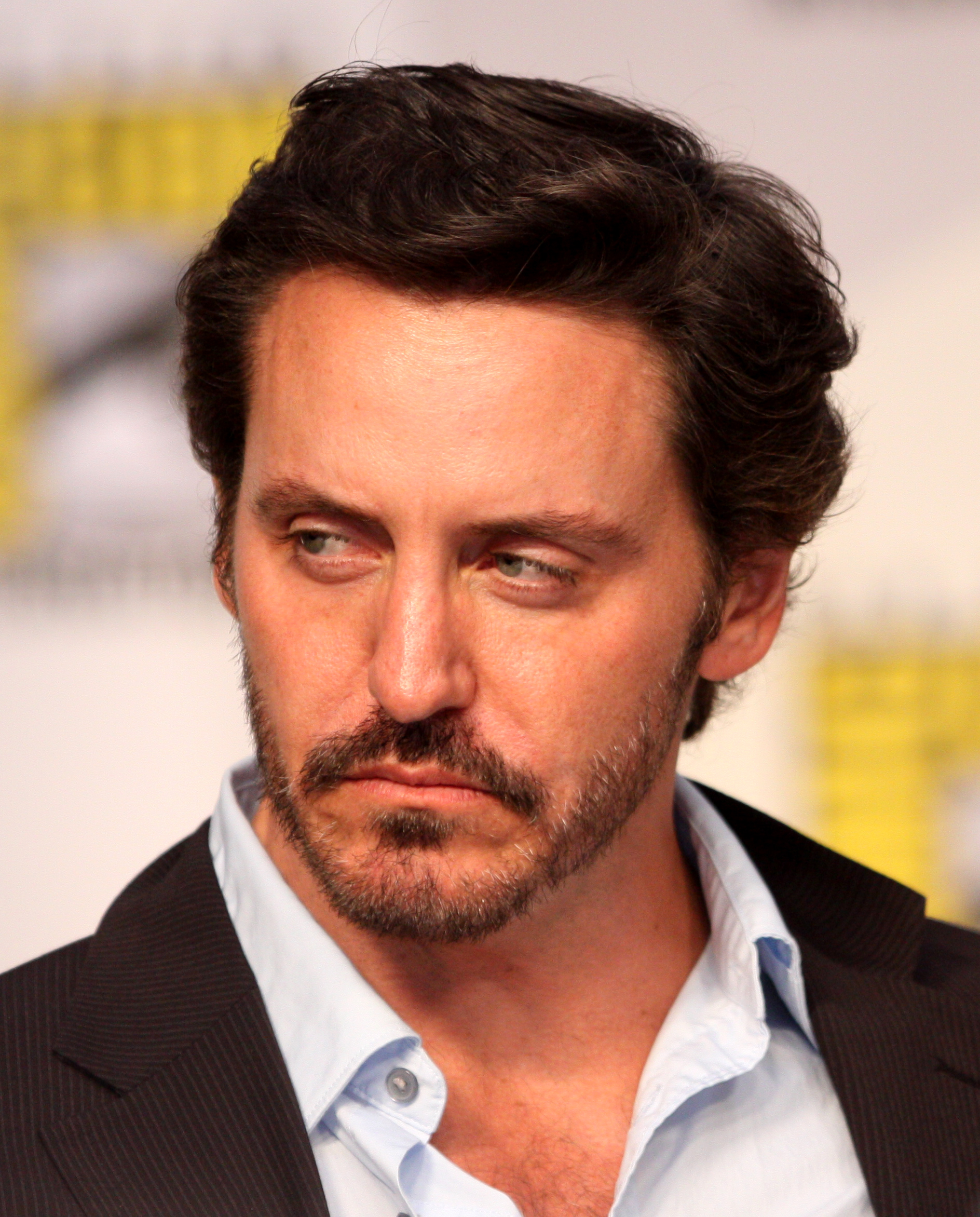
Charles Mesure auf der Comic-Con in San Diego im Juli 2010

Charles William David Mesure (* 12. August 1970 in Somerset, England, Vereinigtes Königreich) ist ein neuseeländischer Schauspieler.

## Leben
Im Alter von fünf Jahren zog seine Familie mit ihm nach Sydney, Australien. Mesure besuchte dort von 1982 bis 1987 das Newington College und absolvierte 1995 das National Institute of Dramatic Art mit einem Abschluss in Schauspielerei.
Ein Jahr später zog er nach Neuseeland, wo er schnell einige Schauspielrollen bekam. 1998 wurde er für seine Leistung als Ryan Waters in der neuseeländischen Seifenoper City Life für einen Best Actor New Zealand Television Award nominiert. 2003 gewann er den Preis für den Besten Nebendarsteller für die Rolle als Kees Van Damm in der Drama-Serie Street Legal. Mesure ist international vor allem durch seine Rolle des Kyle Hobbes in der Serie V – Die Besucher bekannt. Außerdem spielte er den Erzengel Michael in den Fernsehserien Hercules und Xena – Die Kriegerprinzessin.
Im Jahr 2010 spielte er Alex Ross, die Hauptfigur in der Fernsehserie This Is Not My Life. Ab Herbst 2011 war er in der Rolle des Ben Faulkner in der achten und letzten Staffel der Serie Desperate Housewives zu sehen.

## Filmografie (Auswahl)

### Filme
- 2002: Firefighter – Inferno in Oregon (Superfire, Fernsehfilm)
- 2003: Skin & Bone
- 2005: Boogeyman – Der schwarze Mann (Boogeyman)
- 2005: Mein Freund Mee Shee (Mee-Shee: The Water Giant)
- 2018: Occupation

### Fernsehserien
- 1996–1998: City Life (26 Episoden)
- 1997–2001: Xena – Die Kriegerprinzessin (Xena: Warrior Princess, 7 Episoden)
- 2000–2003: Street Legal (51 Episoden)
- 2005: Lost (1 Episode)
- 2005–2007: Crossing Jordan – Pathologin mit Profil (Crossing Jordan, 12 Episoden)
- 2006: Bones – Die Knochenjägerin (Staffel 2, Folge 9)
- 2009–2010: Outrageous Fortune (14 Episoden)
- 2010: This Is Not My Life (13 Episoden)
- 2010–2011: V – Die Besucher (V, 18 Episoden)
- 2011–2012: Desperate Housewives (15 Episoden)
- 2013: Agatha Christie’s Marple  (1 Episode)
- 2014–2015, 2017–2018: Once Upon a Time – Es war einmal … (6 Episoden)
- 2014: The Mentalist (Staffel 6, Folge 16)
- 2015 Castle (1 Episode)
- 2016: Criminal Minds (1 Episode)
- 2016: Blue Bloods – Crime Scene New York (1 Episode)
- 2016–2017: The Magicians